# Umagang Kay Ganda
Umagang Kay Ganda es un programa matinal filipino transmitida originalmente por ABS-CBN. El programa se estrenó el 25 de junio de 2007, que se transmite de lunes a viernes a las 04:55 (PST).
El 2 de abril de 2018, el programa se filmó en formato de alta definición.

## Presentadores

### Presentadores actuales
- Bernadette Sembrano (2007–presente)
- Anthony Taberna (2007–presente)
- Winnie Cordero (2007–presente)
- Atom Araullo (2009–presente)
- Ariel Ureta (2012–presente)
- Jorge Cariño (2013–presente)
- Amy Perez-Castillo (2013–presente)
- Melai Cantiveros-Francisco (2014-presente)
- Robi Domingo (2015-presente)

### Presentadores anteriores
- Bianca Gonzalez (2012–2014)
- Cheryl Cosim (2007–2010)
- Alex Santos (2007–2013)
- Edu Manzano (2007–2009)
- Ogie Díaz (2007–2008)
- Zenaida Seva (2007–2011)
- Kim Atienza (2007–2009)
- Rica Peralejo (2007–2011)
- Ginger Conejero](2009–2011)
- Bekimon (2010–2011)
- Rico J. Puno (2011)
- Pinky Webb (2007–2011)
- Donita Rose (2007–2012)
- Phoemela Baranda (2010–2012)
- Andre Felix (2010–2013)
- Venus Raj (2011–2013)
- Iya Villania-Arellano (2011–2013)
- Doris Bigornia (2013–2014)
- Zen Hernández (2013–2014)

### Principales reporteros regionales
- Rico Lucena (Cebú)
- Nony Basco (Iloilo)
- Jennifer Garcia (Iloilo)
- Hernel Tocmo (Dávao)
- Francis Magbanua (Dávao)
- Michelle Robin (Dávao)
- Jay Dayupay (General Santos)
- Jonathan Magistrado (Naga)
- Shiela Joy Labrador-Cubero (Cagayán de Oro)
- Ernie Manio (Batangas)
- Val Balita (Batangas)
- Gracie Rutao (Pampanga)
- Jay Zabanal (Palawan)
- Cris Zúñiga (Dagupán)
- Maira Wallis (Baguio)